# Eyad Nassar
Eyad Nassar (9 de noviembre de 1971) es un actor jordano popular en el cine egipcio.
Nassar nació en Riad, Arabia Saudita y se crió en Amán, Jordania.
Prestó su voz al personaje Basim en la versión árabe del videojuego Assassin's Creed Mirage en 2023.

## Filmografía

### Películas
- Basra (2008)
- El Elefante Azul 2 (2019)
- Mousa (2021)
- 11:11 (2022)
- Perfectos Desconocidos (2022)[3]

### Televisión
- Al-Gama'a (2010)
- Muawiya (2025)
- Zolm El Mastaba (2025)